# Osvaldo da Fonseca
Pour les articles homonymes, voir Fonseca.
Osvaldo da Fonseca, né en 1970 à Luanda, est un artiste plasticien angolais, peintre et sculpteur.